# لا فیگرا
لا فیگرا (به اسپانیایی: La Figuera) یک شهرستان در اسپانیا است که در Priorat واقع شده‌است.

## خصوصیات
لا فیگرا ۱۸٫۷ کیلومترمربع مساحت و ۱۶۴ نفر جمعیت دارد و ۵۷۵ متر بالاتر از سطح دریا واقع شده‌است.